# Simlångsdalen

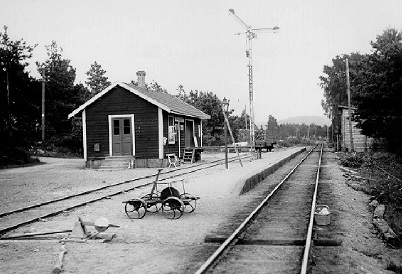
Simlångsdalens station

Simlångsdalen är en tätort i Halmstads kommun i Hallands län och kyrkbyn i Breareds socken. 
Simlångsdalen ligger intill sjöarna Simlången och Brearedssjön i Fylleåns vattensystem. Cirka två kilometer söder om Simlångsdalen ligger Danska fall, ett vattenfallssystem i ån Assman. Assman mynnar i Brearedssjön och förenas härigenom med Fylleåns vattensystem.

## Historia
I orten Breared fanns till slutet av 1800-talet en gästgiverigård utmed landsvägen Halmstad-Ljungby. Skjutsar fanns till Halmstad i väster (1 3/4 mil). Åt öster gick skjutsen före 1847 norr om Simlången till gästgiveriet Singeshult (2 mil). Efter att vägen dragits om till söder om sjön kom gästgiveriet i väst i stället att ligga i Hilleshult (1,2 mil).
Ortnamnet ändrades 1912 till Simlångsdalen baserat på den av Fredrik Ström år 1903 utgivna boken med titeln Folket i Simlångsdalen. Namnet Breared lever kvar som namn bland annat för den ena angränsande sjön, i socken- och församlingsnamnet och i namnet Breareds kyrka, en kyrka av medeltida ursprung.
Simlångsdalen utgjorde tidigare en av stationerna längs Halmstad–Bolmens Järnväg, som var i drift 1889-1966. Järnvägens banvall har sedermera omvandlats till gång- och cykelväg, Banvallsleden. Många av de exteriöra scenerna i filmen Stinsen på Lyckås är tagna i anslutning till Simlångsdalens station.
Nära Mahult, öster om Simlångsdalen, låg Sundsholms sanatorium som uppfördes 1907.

### Befolkningsutveckling
| Befolkningsutvecklingen i Simlångsdalen 1960–2020 | Befolkningsutvecklingen i Simlångsdalen 1960–2020 | Befolkningsutvecklingen i Simlångsdalen 1960–2020 | Befolkningsutvecklingen i Simlångsdalen 1960–2020 | Befolkningsutvecklingen i Simlångsdalen 1960–2020 |
| ------------------------------------------------- | ------------------------------------------------- | ------------------------------------------------- | ------------------------------------------------- | ------------------------------------------------- |
|                                                   |                                                   |                                                   |                                                   |                                                   |
| År                                                |                                                   |                                                   | Folkmängd                                         | Areal (ha)                                        |
| 1960                                              | 1960                                              |                                                   | 249                                               |                                                   |
| 1965                                              | 1965                                              |                                                   | 267                                               |                                                   |
| 1970                                              | 1970                                              |                                                   | 320                                               |                                                   |
| 1975                                              | 1975                                              |                                                   | 361                                               |                                                   |
| 1980                                              | 1980                                              |                                                   | 485                                               |                                                   |
| 1990                                              | 1990                                              |                                                   | 612                                               | 67                                                |
| 1995                                              | 1995                                              |                                                   | 598                                               | 67                                                |
| 2000                                              | 2000                                              |                                                   | 580                                               | 67                                                |
| 2005                                              | 2005                                              |                                                   | 577                                               | 67                                                |
| 2010                                              | 2010                                              |                                                   | 587                                               | 67                                                |
| 2015                                              | 2015                                              |                                                   | 648                                               | 109                                               |
| 2020                                              | 2020                                              |                                                   | 696                                               | 141                                               |
|                                                   |                                                   |                                                   |                                                   |                                                   |

## Klimat
| Månad                | Jan. | Feb. | Mar. | Apr. | Maj  | Jun. | Jul. | Aug. | Sep. | Okt. | Nov. | Dec. | Hela året |
| -------------------- | ---- | ---- | ---- | ---- | ---- | ---- | ---- | ---- | ---- | ---- | ---- | ---- | --------- |
| Medeltemperatur (°C) | -2,4 | -2,3 | 0,6  | 4,9  | 10,7 | 14,3 | 15,4 | 14,8 | 11,3 | 7,5  | 2,9  | -0,6 | 6,4       |
| Medelnederbörd (mm)  | 88   | 57   | 73   | 58   | 55   | 78   | 109  | 99   | 110  | 104  | 117  | 106  | 1 053     |

## Organisationer i Simlångsdalen
Följande föreningar och organisationer är verksamma i Simlångsdalen:
- För idrottsverksamhet finns sedan 1932 Simlångsdalens Idrottsförening (under första året benämnd Simlångsdalens Gymnastik- och Idrottsförening), idag med ca 450 medlemmar och med ett flertal sektioner såsom fotboll, gymnastik, orientering, skid och löp, bordtennis och ungdom.
- Breareds kulturhistoriska förening, som grundades 1938 och som värnar om bygd och kultur i Simlångsdalen, utgör idag en del av den Halländska hembygdsrörelsen, som omfattar 75 föreningar med sammanlagt 25.000 medlemmar.
- I samband med kommunsammanslagningen år 1967 bildades Simlångsdalens samhällsförening med syfte att tillvarataga Simlångsdalens intressen inom Halmstads kommun.
- Stiftelsen för Simlångsdalens kultur- och naturvård, ibland benämnd Stiftelsen SKN, bildad år 1961 som ett komplement till hembygds-, kultur- och naturföreningar. Stiftelsen har till ändamål att inom det område som år 1962 utgjorde Simlångsdalens kommun (Snöstorp och Breared), förvalta fast egendom, värdehandlingar och kontanta medel, som genom donation eller på annat sätt ställts till Stiftelsens förfogande. Detta för att möjliggöra att fornlämningar, kulturhistoriskt värdefulla byggnader och föremål samt naturområden bevaras för framtiden samt rätt vårdas. Från att från början ha varit mest inriktad på bevarande av byggnader har verksamheten efter hand blivit alltmer inriktad på dokumentation.
- Simlångsdalens Naturvårdsförening, med ca 300 medlemmar, vill verka för en biologisk mångfald och för ett uthålligt umgänge med naturen.
- Lions Club Simlångsdalen, en del av Lions Club Sverige (grundad 1948), som i sin tur utgör en del av Lions Club International (grundad 1917 i Chicago), en av världens största hjälporganisationer med totalt 1,4 miljoner medlemmar. Svenska Lions motto är "För samhällsansvar och livskvalité". Lions Club Simlångsdalen har ca 40 medlemmar.
- Simlångsdalens Ryttarförening

## Kända personer med anknytning till Simlångsdalen
- Bonadsmålaren Johannes Nilsson (1757-1827), den så kallade gyltigemålaren, med verksamhet i Gyltige by i Breareds socken. (Johannes far, Nils Svensson (?-1802), arbetade även en del med bonadsmåleri i Gyltige och vidare kan skolläraren Johannes Magnus Dahlgren (1808-1846) med verksamhet i Breareds socken nämnas som framstående bonadsmålare.)
- Sigfrid Ericson (1879-1958), arkitekt och rektor för Slöjdföreningens skola i Göteborg, anlade den privata trädgården Vargaslätten i Simlångsdalen och bodde där en stor del av sin tid. Han är begraven på Breareds kyrkogård.
- Fredrik Ström (1880-1948), författare och politiker, föddes i Breareds socken och är begraven på Breareds kyrkogård.
- Gunnar O. Westerberg (1920-2001), företagsledare och ägare av Vargaslätten från 1954 till 1995 då ägandet överfördes till en stiftelse.
- Per Gessle (f. 1959), popsångare, gitarrist och låtskrivare, bodde som barn några år i Simlångsdalen.